# 日本福祉のまちづくり学会
一般社団法人日本福祉のまちづくり学会（Japanese Association for an Inclusive Society）は、日本の学会。会長は小山聡子（2020年4月現在）。
学会事務局は東京都新宿区山吹町（2015年現在）。
1995年1月に、全国的な福祉のまちづくり活動の連携と学術研究を目的として「福祉のまちづくり研究会」として発足、後に名称変更した。